# Chesters House

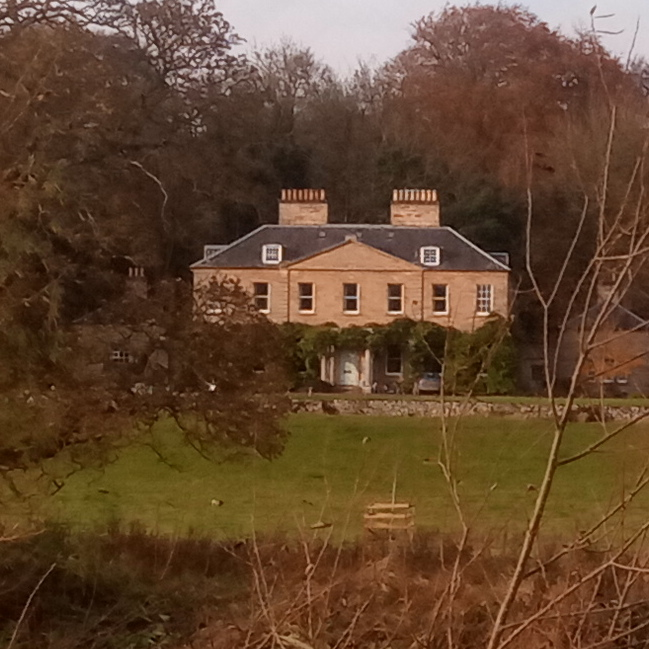
Chesters House

Chesters House ist eine Villa nahe der schottischen Ortschaft Lanton in der Council Area Scottish Borders. 1971 wurde das Bauwerk in die schottischen Denkmallisten in der höchsten Denkmalkategorie A aufgenommen. Es ist nicht zu verwechseln mit der ebenfalls in den Scottish Borders gelegenen Villa Chester House in Eyemouth. 

## Geschichte
Nach Beendigung seines Staatsdienstes in Indien erwarb Thomas Elliott Ogilvie im Jahre 1786 oder 1787 das 1800 Acre umfassende Anwesen. Er beauftragte den regionalen Architekten William Elliot mit der Errichtung von Chesters House. Die Arbeiten wurden 1790 abgeschlossen. Chesters House wird seitdem innerhalb der Familie Ogilvie vererbt. In den 1930er Jahren wurde es an den Edinburgher Kaufmann John Kennedy sowie Nichols Clements verpachtet.

## Beschreibung
Chesters House liegt inmitten eines weitläufigen Anwesens am linken Ufer des Teviot rund einen Kilometer nordwestlich von Lanton. Die Villa besteht aus einem zweistöckigen Hauptgebäude mit flankierenden Pavillons. Die südostexponierte Frontseite ist mit Dreiecksgiebel gestaltet. Die Pavillons sind über kurze Passagen mit dem Hauptgebäude verbunden.